# جان بوید
جان بوید(به انگلیسی: John Boyd)(زاده ۲۲ اکتبر ۱۹۸۱) بازیگر، آمریکایی است.

## فیلم‌ها
| سال  | نام فیلم                  | نقش                  | توضیحات                    |
| ---- | ------------------------- | -------------------- | -------------------------- |
| ۲۰۰۵ | Building Girl             | کولین                |                            |
| ۲۰۰۵ | Stay                      | لوئیس                | نقشش در این فیلم کوتاه است |
| ۲۰۰۵ | The Notorious Bettie Page | جک                   |                            |
| ۲۰۰۵ | قانون و نظم               | زاک برنز             |                            |
| ۲۰۰۶ | Fields of Freedom         | Private Dooley       |                            |
| ۲۰۰۶ | Follow Me                 | Grover               | نقشش در این فیلم کوتاه است |
| ۲۰۰۶ | قانون و نظم               | کنی الیس             |                            |
| ۲۰۰۶ | Lady in the Water         | One-Eyebrowed Smoker |                            |
| ۲۰۰۷ | Careless                  | پسر مست              |                            |
| ۲۰۰۸ | فرینج                     | یان اسپیسر           |                            |
| ۲۰۰۹ | The Greatest              | ویات                 |                            |
| ۲۰۰۹ | Mercy                     | اریک                 |                            |
| ۲۰۰۹ | Jelly (film)              | فلوید مارکز          |                            |
| ۲۰۱۰ | ۲۴                        | آرلو گلاس            | مجموعه تلویزیونی، فصل هشتم |
| ۲۰۱۷ | نعناع تند                 |                      |                            |